# Sing Out Loud
Sing Out Loud er et debutalbum fra den danske singer-songwriter Soluna Samay, udgivet i 2011.

## Numre
1. "Two Seconds Ago" (3:37)
2. "Insanity" (4:09)
3. "My Own Medicine" (2:27)
4. "Everything You Do" (3:43)
5. "Pipe Dream" (3:58)
6. "World In Colors" (3:44)
7. "Mama" (4:09)
8. "Like A Rose" (5:21)
9. "Sing Out Loud" (4:01)
10. "Number 24" (3:35)
11. "Do You Understand Me Now" (3:22)
12. "All This Time" (3:41)
13. "Winter Song" (3:59)
14. "See You In June" (4:20)